# Scandinavia Today
Scandinavia Today inleddes den 8 september 1982 och var en kulturell satsning i USA med Norden som tema. Invigningen genomfördes av Islands dåvarande president Vigdís Finnbogadóttir.